# Adam Ferguson
Adam Ferguson (Logierait, 20 giugno 1723 – Saint Andrews, 22 febbraio 1816) è stato un sociologo, storico, filosofo e moralista britannico, tra i massimi rappresentanti dell'illuminismo britannico.
Viene talvolta considerato come il "padre della sociologia moderna".

## Biografia
Ferguson nacque a Logierait, un villaggio scozzese nel Perthshire. Fu educato alla Perth Grammar School e successivamente studiò all'Università di St. Andrews, laureandosi nel 1742. In seguito si diresse ad Edimburgo per completare gli studi di teologia in vista dell’ordinazione clericale. Lì conobbe alcuni dei principali esponenti dell’illuminismo scozzese, tra cui William Robertson, Alexander Carlyle e Hugh Blair.
Nel 1745 a seguito dello scoppio della ribellione giacobita (facente parte di una serie di rivolte avvenute nelle isole britanniche fra il 1688 e il 1746 nel tentativo di ristabilire gli Stuart sul trono di Scozia e d'Inghilterra)  e nonostante non avesse completato i sei anni di studi teologici richiesti, gli fu accordata la licenza per servire come Tenente Cappellano al 43º reggimento (noto come “The Black Watch”) grazie alla sua conoscenza del gaelico scozzese. Nel 1746 divenne Cappellano principale e rimase col reggimento fino al 1754. Quando poi non riuscì a ottenere la carica clericale desiderata, decise di dedicarsi alla carriera di scrittore e studioso, curandosi dei propri interessi letterari. 
Per un breve periodo abitò a Lipsia, in Germania ottenendo nel gennaio del 1757 il suo primo incarico accademico. Sostituì David Hume come bibliotecario alla Facoltà di legge di Edimburgo ma tuttavia poco dopo vi rinunciò per diventare precettore della famiglia di Lord Bute. Qui Ferguson accompagnò il giovane Bute in viaggio per l’Europa e in tale circostanza ebbe modo di conoscere numerosi filosofi francesi. 
Nel 1759 venne nominato professore universitario di Filosofia naturale all'Università di Edimburgo e nel 1764 venne trasferito alla cattedra di Metafisica e Filosofia morale.
Nel 1767 pubblicò la sua opera più famosa, il Saggio sulla storia della società civile. In questo scritto Ferguson si soffermava sull’analisi della società considerandola come la sorgente della morale e delle azioni umane, e, quindi, della condizione umana stessa. Una critica importante giunse da Hume; egli considerò l’opera superficiale e consigliò all’autore di non pubblicarla. Nonostante ciò, l’opera ebbe successo e fu apprezzata da diversi lettori, fino ad arrivare alla pubblicazione di diverse edizioni e traduzioni in diverse lingue.
L’opera permette di notare come Ferguson abbia anticipato le moderne scienze sociali. Egli infatti, attraverso le ricerche di Montesquieu e Rousseau e l’osservazione della società industriale, delineò lo sviluppo storico della società umana, dallo stato selvaggio alla società commerciale avanzata. Di particolare importanza è la sua analisi della “società civile” moderna, terminologia che è stata oggetto di riflessioni di alcuni pensatori della cultura tedesca dell’ottocento, tra cui Hegel e Marx. La società civile si basa sulla divisione del lavoro e sulla disuguaglianza economica ed è caratterizzata da uno sfrenato egoismo degli individui, i quali agiscono in continua competizione spinti solamente dal desiderio di profitto. Per evitare il dispotismo (ovvero un governo esercitato da una sola persona o da un ristretto gruppo di persone in modo assolutistico e arbitrario), Ferguson ritiene indispensabile un recupero della dimensione politica che gli individui sembrano avere abbandonato, una lotta incessante per la libertà, una partecipazione diretta all’organizzazione militare.
Nel 1769, pubblicò Institutes of Moral Philosophy, rivolto ai suoi studenti dell’Università di Edimburgo.
Nel 1776 scrisse un opuscolo anonimo sulla Rivoluzione Americana. Dal testo emergevano sia una critica alle opinioni di Richard Price sulla natura della libertà civile sia il suo essere favorevole ai provvedimenti presi dal governo britannico. Nel 1778 divenne infatti segretario della “Carlisle Peace Commission”, commissione che aveva lo scopo di negoziare un accordo con le colonie americane insorte. Obiettivo però che non è mai stato raggiunto.
Nel 1783 pubblicò un'opera che fu accolta con molto favore e che fu stampata in numerose edizioni. Tale scritto prese il nome di The History of the Progress Termination of the Roman Republic; in questo si evidenzia una profonda convinzione dell'autore sul fatto che la storia romana, nel periodo del suo massimo splendore, fosse un esempio pratico di attuazione dei principi etici e politici oggetto dei suoi studi filosofici. 
A seguito delle sue dimissioni dalla cattedra di Edimburgo, Ferguson ebbe modo di dedicarsi alla revisione delle sue lezioni, che pubblicò nel 1792 con il titolo Principles of Moral and Political Science. L'opera è di carattere sociologico e antropologico e segue un approccio di tipo empirico fondato sui dati dell'esperienza e della pratica e soprattutto sulla ricerca di prove concrete a sostegno delle affermazioni. 
L'oggetto di analisi è la natura umana: così come Hobbes e Hume, Ferguson individua come strumento principale per il raggiungimento della perfezione e per il continuo progresso il principio dell’interesse e dell'utilità personale; il filosofo sostiene che gli individui non agiscano solo secondo il loro spirito egoistico, e quindi alla ricerca del raggiungimento dell’interesse personale, ma che invece siano attenti e interessati anche ai rapporti sociali. Si garantisce in questo modo il benessere sociale, e tali sentimenti risultano essere alla base della natura morale dell'uomo. Attraverso l'osservazione dei comportamenti dell’individuo appare evidente che egli, perseguendo i propri obiettivi egoistici, non giunge mai alla felicità o, nel caso in cui accada, questa dura per un brevissimo lasso di tempo; il vero obiettivo dell’individuo dovrebbe consistere infatti nel benessere della società, poiché è quello che porta alla felicità del singolo individuo e dell’umanità nel suo complesso.
All’età di settant'anni, con il progetto di pubblicare una nuova opera storica, visitò l'Italia e le principali città europee, dove fu ricevuto con i massimi onori e dove collaborò con i massimi studiosi dell'epoca, fra i quali Voltaire.
Nel 1805 scrisse la sua ultima opera, Essays on the Intellectual Powers: Moral Sentiment, Happiness and National Felicity.
Tornato in Scozia dal 1795, risiedette dapprima al Neidpath Castle, vicino Peebles, e successivamente a St. Andrews, dove morì all’età di novantatré anni, il 22 febbraio 1816. È sepolto nel cimitero della Cattedrale di St Andrews.
Fu membro dell'Accademia delle Scienze di Berlino, della Royal Society di Edimburgo e del The Poker Club.

## Opere
- Reflections Previous to the Establishment of a Militia, 1756.
- Saggio sulla storia della società civile, 1767.
- Institutes of Moral Philosophy, 1769.
- The History of the Progress and Termination of the Roman Republic, 1783.
- Principles of Moral and Political Science, 1792.
- Essays on the Intellectual Powers: Moral Sentiment, Happiness and National Felicity, 1805.